# 野村峻哉
野村 峻哉（のむら しゅんや、1995年4月22日 - ）は、鹿児島県志布志市出身の元陸上競技選手。専門は長距離走。鹿児島城西高等学校、東洋大学経済学部経済学科卒業。現役時代は安川電機に所属した。身長173cm、体重55kg。東洋大学陸上競技部第65代主将。

## 来歴 ・人物
- 中学時代から全国大会に出場するなど力のあるランナーだった。
- 高校では5000m14分20秒台をマークしたものの、1年次の国民体育大会以来、全国の舞台からは遠ざかっていた。
- 2014年度に東洋大学に入学。1年次は駅伝の出場はなかった。
- 2015年度の第27回出雲駅伝5区で大学駅伝デビュー。区間3位と好走したが優勝争いには絡めず、チームは4位に終わった。
- 第47回全日本大学駅伝では6区を担当。併走する青山学院大学の渡邉心に一度は引き離されるが、ラスト300mで驚異的なラストスパートをかけ10秒の差をつける。このリードが奏功し、チームの全日本大学駅伝初優勝に繋がった[1]。
- 第92回箱根駅伝では3区にエントリーされたものの故障により当日服部弾馬に変更された。
- 3年時の第28回出雲駅伝では5区区間9位と振るわず、チームも9位に終わった。
- 第48回全日本大学駅伝では6区エントリーされたものの当日竹下和輝に変更された。
- 第93回箱根駅伝では9区を担当。区間賞を獲得する快走で[2]、戸塚中継所では1分06秒の差があった早大・光延誠を17.4kmで捉え2位に浮上した。
- 4年時は主将に就任したが、故障に苦しみ学生三大駅伝は全てエントリーメンバーから外れた。
- 大学卒業後は安川電機に所属したが、2020年度をもって現役を引退。
- 弟の昭夢は青山学院大学3年次となる第100回箱根駅伝では6区を走り、58分14秒の区間2位の走りで同校の総合優勝並びに復路優勝に貢献した[3]。また、4年次となる第101回箱根駅伝でも再び6区を走り、56分47秒の区間新記録を樹立し[4]、同校の連覇並びに復路新記録(復路優勝は駒澤大学)に貢献した[5]。

## 戦績・記録
| 年   | 大会                                 | 種目（区間）      | 順位（区間順位） | 記録          | 備考                              |
| ---- | ------------------------------------ | ----------------- | ---------------- | ------------- | --------------------------------- |
| 2010 | 第37回全日本中学校陸上競技選手権大会 | 1500m             | 予選2組15位      | 4分28秒83     |                                   |
| 2010 | 第37回全日本中学校陸上競技選手権大会 | 3000m             | 予選2組10位      | 9分16秒17     |                                   |
| 2011 | 第16回都道府県対抗駅伝               | 6区（3.0km）      | 区間4位          | 8分49秒       | 鹿児島県20位                      |
| 2011 | 第66回国民体育大会                   | 男子少年B 3000m   | 予選2組14位      | 9分17秒54     | [ 注釈 1 ]                        |
| 2012 | 第63回鹿児島県高校駅伝               | 3区（8.1075km）   | 区間7位          | 25分56秒      |                                   |
| 2013 | 第64回鹿児島県高校駅伝               | 3区（8.1075km）   | 区間3位          | 25分00秒      |                                   |
| 2014 | 関東私学五大学対校陸上競技選手権大会 | 3000m（オープン） | 4着              | 8分39秒22     | 大学デビュー                      |
| 2014 | チャレンジミートゥinくまがや         | 5000m             | 不明             | 14分37秒82    |                                   |
| 2014 | 平国大長距離競技会                   | 5000m             | 不明             | 14分47秒05    |                                   |
| 2014 | 平国大長距離競技会                   | 10000m            | 不明             | 31分27秒20    | 初挑戦記録                        |
| 2014 | 日本学生陸上競技個人選手権大会       | 5000m             | 43位             | 15分05秒17    |                                   |
| 2014 | 男鹿駅伝競走大会                     | 2区               | 区間賞           | 29分11秒      | 東洋大学A3位                      |
| 2014 | 平国大長距離競技会                   | 5000m             | 不明             | 14分23秒68    |                                   |
| 2014 | 10000m記録挑戦競技会                 | 10000m            | 不明             | 29分31秒99    |                                   |
| 2015 | 大澤駅伝競走大会                     | 3区               | 区間6位          | 25分11秒      |                                   |
| 2015 | 羽生さわやかマラソン                 | 10km              | 2位              | 29分57秒      | 一般男子10キロの部                |
| 2015 | 関東私学五大学対校陸上競技選手権大会 | 5000m（オープン） | 不明             | 14分30秒94    |                                   |
| 2015 | 法政大競技会                         | 10000m            | 6着              | 29分16秒42    | 自己ベスト、関東インカレA標準突破 |
| 2015 | 平国大長距離競技会                   | 10000m            | 不明             | 29分19秒88    |                                   |
| 2015 | 関東インカレ                         | 10000m            | 10位             | 29分48秒97    |                                   |
| 2015 | ホクレン・ディスタンスチャレンジ北見 | 5000m             | 不明             | 14分22秒55    |                                   |
| 2016 | 奥球磨ロードレース大会               | ハーフマラソン    | 28位             | 1時間07分03秒 | 初挑戦記録                        |
| 2016 | 平国大長距離競技会                   | 10000m            | 不明             | 29分57秒57    |                                   |
| 2016 | 関東インカレ                         | 5000m             | 18位             | 14分27秒29    |                                   |
| 2016 | 男鹿駅伝競走大会                     | 2区               | 区間2位          | 28分01秒      |                                   |
| 2016 | 上尾シティハーフマラソン             | ハーフマラソン    | 202位            | 1時間06分21秒 |                                   |

### 大学駅伝戦績
| 学年               | 出雲駅伝                    | 全日本大学駅伝              | 箱根駅伝                        |
| ------------------ | --------------------------- | --------------------------- | ------------------------------- |
| 1年生 （2014年度） | 第26回 大会中止             | 第46回 － － － 出走なし    | 第91回 － － － 出走なし        |
| 2年生 （2015年度） | 第27回 5区-区間3位 18分41秒 | 第47回 6区-区間2位 36分08秒 | 第92回 － － － 出走なし        |
| 3年生 （2016年度） | 第28回 5区-区間9位 18分34秒 | 第46回 － － － 出走なし    | 第93回 9区-区間賞 1時間09分47秒 |
| 4年生 （2017年度） | 第29回 － － － 出走なし    | 第49回 － － － 出走なし    | 第94回 － － － 出走なし        |

## 自己ベスト
- 5000m : 14分03秒15（2018年）
- 10000m : 29分16秒42（2015年）
- ハーフマラソン : 1時間02分50秒（2020年）